# Thomas Touchet-Jesson, 23. Baron Audley
Thomas Percy Henry Touchet-Jesson, 23. Baron Audley MBE (geborener Jesson, * 15. September 1913; † 3. Juli 1963) war ein britischer Peer, Offizier und Politiker.

## Leben
Er war der Sohn des Thomas Touchet Jesson (1879–1939) aus dessen erster Ehe mit Annie Rosina Hammacott Osler († 1922). Am 9. August 1937 ergänzte sein Vater den Familiennamen nach der Familie seiner Mutter zu „Touchet-Jesson“.
Er besuchte das Lancing College in Sussex. Während des Zweiten Weltkriegs trat er 1941 als Second Lieutenant des Worcestershire Regiment in die British Army ein. Er erreichte schließlich den Rang eines Majors des Worcestershire Regiment. Am 27. Mai 1942 erbte er beim Tod seiner Großtante dritten Grades Mary Thicknesse-Touchet, 22. Baroness Audley (1858–1942) deren Adelstitel als Baron Audley und wurde dadurch Mitglied des House of Lords. 1945 wurde er als Member des Order of the British Empire ausgezeichnet.
1952 heiratete er in erster Ehe June Isabel Chaplin (1899–1977), Ex-Gattin des Sir Rudolph de Trafford, 5. Baronet, und Tochter des Reginald Spencer Chaplin. Die Ehe wurde 1957 geschieden. In zweiter Ehe heiratete er 1962 die Schauspielerin Sarah Spencer-Churchill (1914–1982), Tochter des ehemaligen Premierministers Sir Winston Churchill.
Er starb 1963 im Alter von 49 Jahren. Da er keine Nachkommen hinterließ, erbte seine Schwester Rosina (1911–1973), Gattin des John MacNamee († 1969), seinen Adelstitel.